# ジョン・サール
ジョン・ロジャーズ・サール（John Rogers Searle、1932年7月31日 - ）は、アメリカ合衆国の哲学者。主に言語哲学、心の哲学を専門とする。カリフォルニア大学バークレー校の元名誉教授。

## 略歴
アメリカのコロラド州デンバーに生まれる。ウィスコンシン大学に入学する。オックスフォード大学講師を経て、1967年にカルフォルニア大学教授に就任。ニクソン大統領時代には大学問題大統領特別顧問としても活動した。
人工知能批判で知られ、強いAIと弱いAIや中国語の部屋という思考実験を提案した。また、言語表現が間接的に果たす遂行的機能（間接発話行為）の研究を行い、ジョン・L・オースティンの後継者と称された。
2000年、ジャン・ニコ賞を受賞。2004年に米国人文科学勲章を受章。
1959年より長年にわたってカリフォルニア大学バークレー校で教鞭をとっていたことで知られているが、学内では長年にわたってセクハラを行っており、2019年6月、大学を追放された。

## 心の哲学
心の哲学についてサールは多数の主張を行っている。サールによれば、意識とは第一者（その意識を所有し、経験している当の本人）からによってのみ接近可能な、存在論的で還元不可能な性質を持っている。例えば痛みという感覚を挙げると、痛みは誰かの主観性によって感じられない限り存在せず、したがって存在論的な主観性を持っている。サールは、第三者から見て観察可能なデータのみを扱う行動主義や機能主義のようなアプローチを、意識の還元不可能性を無視する姿勢だとして批判している。例えばダニエル・デネットによるヘテロ現象学のような姿勢は、意識の存在自体を否定するものだとサールは言う。
サールによれば、胃が胃液を分泌したり、植物が光合成を行ったりするように、脳の生物学的な条件によって意識が生み出される。このような立場は、生物学的自然主義（biological naturalism）と呼ばれることがある。
その一方でサールは、心と身体は相互排他的なレヴェルで存在しているとする伝統に対して批判的であり、心的・物理的というようなカテゴリーはもはや廃棄すべきだと考えている。その一方で、脳と意識の関係を科学的に解明するにあたっては、意識のもつ存在論的で還元不可能な性質（存在論的主観性）を取り残さないことの必要性をサールは強調する。意識は統一された場（unified field）であるという性質を持つことを指摘したうえで、サールは神経科学に対し、その方がより効率的に意識の謎へ接近できるとして推奨している。

## 社会的現実
『The Construction of Social Reality』（1997年）においてサールは、人間の社会は、個々人の志向性には還元できない集合的な志向性（collective intentionality）によって構築されるものだと考える。例えばある対象を「スクリュードライバー」であると了解するには、その対象の生の現実性（crude reality）とは別の社会的次元において、スクリュードライバーとしての機能を授けるというプロセスが必要である。そのプロセスをサールは、「X counts as Y in C」（Xは文脈CにおいてYであると見なされる）という志向性の機能だとする（例えば、この紙片＝Xはアメリカ合衆国＝Cにおいて1ドル札＝Yだと見なされる）。このように社会的な次元で構築される、生の現実性には還元できない現実性を、サールは社会的現実（social reality）と名づけている。
対人間における約束や義務、道徳といった問題も、社会的現実を構成する志向性という見地からアプローチされる。例えば主人と奴隷のような関係の場合、奴隷は本人の意思に反して奴隷という境遇を受け入れさせられたのであり、そのような場合には社会的義務を構成するのに不可欠な当事者の志向性が欠落しているのであり、したがって奴隷がその境遇に甘んじる義務はないとされる。「約束を守る」というような社会的な道徳とは、以上のように当事者の志向性に裏打ちされた発話行為によって構成されるものであって（カント主義者が考えるように）外的な道徳律によって判断・規制されるものではないとサールは考える。

## 自由意志と理性
『Rationality in Action』（邦題:『行為と合理性』）と題された2000年度のジャン・ニコ講義において、サールは、自由意志についての従来の哲学的モデル（古典的モデル）には根本的な欠陥があり、それによって自由意志の理解が妨げられていると主張している。（数学的な決定理論を含む）古典的モデルによれば、自由意志に基づく行為とは、行為遂行者の心のなかで信念や欲求が因果的に十分（causally sufficient）なまでに達したときに遂行されるものである。しかしサールは、自由意志に基づく行為を実現するためには、われわれの信念や欲求と行為のあいだに飛躍（gap）が存在しなければならず、行為者の心にある信念や欲求のみでは行為を起こさせるためには因果的に不十分なのだと考える。このギャップを、サールは自己（self）と同一視する。非理性的な行為の可能性も、この飛躍によって生じるのであり、非理性的な行為を起こす可能性につねに直面しつつ理性的な選択を起こすのが、理性を持つ行為者の条件だとサールはする。
自由意志を脳の中に位置づけすることができるのかについて、サールは次のように考える。ある時間T1において行為者の心には信念や欲求があり、それは続くある時間T2において行為として実現されるのであるが、T1とT2のあいだにある飛躍を、実際の脳の物理的なプロセスのなかにどのように位置づけるのか（T1とT2のあいだの脳のプロセスに物理的因果性が存在するなら、自由意志は決定論的な世界のなかの幻想であり、もし因果関係が脳の中に見つからなければ、量子脳のような随伴現象的な説明を余儀なくされる）は、今後の課題とされる。

## セクハラ
2017年5月、サールがセクハラで訴えられたと報じられた。バズフィードおよびロサンゼルス・タイムズの報道によると、「84歳のサールが24歳の助手にセクハラを強要し、拒絶されると給料をカットした」「学内で『Searle’s Girls』と呼ばれるアシスタントたちを侍らせ、仕事中に彼女らの前でポルノを見ながらセクハラ発言を行った」とされる。サールは大学の有名教授であったため、学生らの訴えはそれまで握りつぶされて来たとのことだが、この報道をきっかけに、サールが過去に行って来たセクハラが次々と明るみに出された。
2019年6月、カリフォルニア大学バークレー校の反セクハラの規則に違反していることが確認され、名誉教授の地位を剥奪された。

## 著書
- Speech Acts: An Essay in the Philosophy of Language (1969)

『言語行為――言語哲学への試論』坂本百大,土屋俊訳.（勁草書房, 1986年） ISBN 4326198753
- The Campus War: A Sympathetic Look at the University in Agony (political commentary; 1971)
- Expression and Meaning: Studies in the Theory of Speech Acts (essay collection; 1979)

『表現と意味――言語行為論研究』山田友幸監訳（誠信書房, 2006年）
- Intentionality: An Essay in the Philosophy of Mind (1983)

『志向性――心の哲学』 坂本百大監訳（誠信書房, 1997年） ISBN 4414120527
- Minds, Brains and Science: The 1984 Reith Lectures (lecture collection; 1984)

『心・脳・科学』土屋俊 訳.（岩波書店, 1993年） ISBN 4000040677
- John Searle and His Critics (Ernest Lepore and Robert Van Gulick, eds.; 1991)
- The Rediscovery of the Mind (1992)

『ディスカバー・マインド！――哲学の挑戦』宮原勇訳（筑摩書房, 2008年） ISBN 9784480842794
- The Construction of Social Reality (1995)
- The Mystery of Consciousness (review collection; 1997)

『意識の神秘 生物学的自然主義からの挑戦』菅野盾樹監訳, 笹倉明子, 小倉拓也, 佐古仁志, 小林卓也訳. 新曜社, 2015
- Mind, Language and Society: Philosophy in the Real World (summary of earlier work; 1998)
- Rationality in Action (2001)

『行為と合理性』塩野直之訳.（勁草書房, 2008年） ISBN 9784326199594
- Consciousness and Language (essay collection; 2002)
- Freedom and Neurobiology (lecture collection; 2004)
- Mind: A Brief Introduction (summary of work in philosophy of mind; 2004)

『マインド――心の哲学』山本貴光, 吉川浩満訳. （朝日出版社, 2006年） のちちくま学芸文庫　
- Philosophy in a New Century: Selected Essays (2008)
- Making the Social World: The Structure of Human Civilization (2010)

『社会的世界の制作　人間文明の構造』三谷武司訳（勁草書房, 2018年） ISBN 9784326154555

## 参照
1. ↑  Watanabe, Tessa (2017年3月23日). “Lawsuit alleges that a UC Berkeley professor sexually assaulted his researcher and cut her pay when she rejected him”. Los Angeles Times 2017年3月28日閲覧。
2. ↑  Baker, Katie J. M. (2017年4月7日). “UC Berkeley Was Warned About Its Star Professor Years Before Sexual Harassment Lawsuit”. BuzzFeed News 2017年4月8日閲覧。
3. ↑  Weinberg, Justin (2019年6月21日). “Searle found to have violated sexual harassment policies (updated with further details and statement from Berkeley)” (英語). Daily Nous. 2023年3月7日閲覧。